# Región de Iringa
Iringa es una de las treintaiuna regiones administrativas en las que se encuentra dividida la República Unida de Tanzania. Su capital es la ciudad de Iringa.

## Localización
Se ubica en el centro-sur del país y tiene los siguientes límites:
| Noroeste: Región de Singida | Norte: Región de Dodoma | Noreste: Región de Morogoro |
| Oeste: Región de Mbeya      |                         | Este: Región de Morogoro    |
| Suroeste: Región de Mbeya   | Sur: Región de Njombe   | Sureste: Región de Morogoro |

## Geografía
Esta región se encuentra subdividida internamente en 5 valiatos (población en 2012):
- Iringa (254 032 habitantes)
- Ciudad de Iringa (151 345 habitantes)
- Kilolo (218 130 habitantes)
- Ciudad de Mafinga (51 902 habitantes)
- Mufindi (265 829 habitantes)

## Territorio y población
La Región de Iringa tiene una extensión de 56.864 kilómetros cuadrados y una población de 1.192.728 personas, según datos de 2022. La densidad poblacional es, por consiguiente, de 20'97 habitantes por cada kilómetro cuadrado.